# Liste de plantes endémiques du Zimbabwe
Une espèce de plante est dite endémique d'une zone géographique lorsqu'elle n'existe que dans cette zone à l'état spontané.
Cet article recense les plantes (espèces, sous-espèces et variétés) endémiques du Zimbabwe. Les sous-espèces sont signalées par l'abréviation « subsp. » et les variétés par l'abréviation « var. ».

## Plantes à fleurs

### Monocotylédones
| Espèce                               | Famille        | Statut UICN       |
| ------------------------------------ | -------------- | ----------------- |
| Tulbaghia friesii                    | Alliaceae      |                   |
| Tulbaghia macrocarpa                 | Alliaceae      |                   |
| Aloe ballii var. ballii              | Aloaceae       | Vulnérable (2017) |
| Aloe cameronii var. bondana          | Aloaceae       |                   |
| Aloe collina                         | Aloaceae       |                   |
| Aloe inyangensis var. inyangensis    | Aloaceae       |                   |
| Aloe inyangensis var. kimberleyana   | Aloaceae       |                   |
| Aloe musapana                        | Aloaceae       | Vulnérable (2017) |
| Aloe ortholopha                      | Aloaceae       |                   |
| Aloe tauri                           | Aloaceae       |                   |
| Scadoxus pole-evansii                | Amaryllidaceae |                   |
| Triceratella drummondii              | Commelinaceae  |                   |
| Eriocaulon fuscum                    | Eriocaulaceae  |                   |
| Eriocaulon matopoense                | Eriocaulaceae  |                   |
| Eriocaulon wildii                    | Eriocaulaceae  |                   |
| Eriospermum phippsii                 | Eriospermaceae |                   |
| Aerangis verdickii                   | Orchidaceae    |                   |
| Aeranthes africana                   | Orchidaceae    |                   |
| Aeranthes parkesii                   | Orchidaceae    |                   |
| Angraecum chimanimaniense            | Orchidaceae    |                   |
| Cynorkis anisoloba                   | Orchidaceae    |                   |
| Habenaria singularis                 | Orchidaceae    |                   |
| Habenaria subaequalis                | Orchidaceae    |                   |
| Habenaria unguilabris                | Orchidaceae    |                   |
| Liparis chimanimaniensis             | Orchidaceae    |                   |
| Neobolusia stolzii var. glabripetala | Orchidaceae    |                   |
| Oligophyton drummondii               | Orchidaceae    |                   |
| Platycoryne affinis var. affinis     | Orchidaceae    |                   |
| Platycoryne affinis var. ecalcarata  | Orchidaceae    |                   |
| Polystachya phirii                   | Orchidaceae    |                   |
| Polystachya valentina                | Orchidaceae    |                   |
| Satyrium mirum                       | Orchidaceae    |                   |
| Schizochilus cecilii subsp. cecilii  | Orchidaceae    |                   |
| Tridactyle trimikeorum               | Orchidaceae    |                   |
| Aristida brainii                     | Poaceae        |                   |
| Aristida hispidula                   | Poaceae        |                   |
| Craspedorhachis digitata             | Poaceae        |                   |
| Eragrostis glischra                  | Poaceae        |                   |
| Xerophyta argentea                   | Velloziaceae   |                   |

### Eudicotylédones
| Espèce                                      | Famille             | Statut UICN                  |
| ------------------------------------------- | ------------------- | ---------------------------- |
| Barleria molensis                           | Acanthaceae         |                              |
| Blepharis drummondii                        | Acanthaceae         |                              |
| Peristrophe serpenticola                    | Acanthaceae         |                              |
| Ozoroa longepetiolata                       | Anacardiaceae       |                              |
| Rhus tenuipes                               | Anacardiaceae       |                              |
| Rhus wildii                                 | Anacardiaceae       |                              |
| Brachystelma furcatum                       | Asclepiadaceae      |                              |
| Brachystelma lancasteri                     | Asclepiadaceae      |                              |
| Brachystelma punctatum                      | Asclepiadaceae      |                              |
| Brachystelma richardsii                     | Asclepiadaceae      |                              |
| Gomphocarpus tenuifolius                    | Asclepiadaceae      |                              |
| Huernia hislopii subsp. robusta             | Asclepiadaceae      |                              |
| Huernia longituba subsp. cashdensis         | Asclepiadaceae      |                              |
| Huernia occulta                             | Asclepiadaceae      |                              |
| Orbea umbracula                             | Asclepiadaceae      |                              |
| Trachycalymma graminifolius                 | Asclepiadaceae      |                              |
| Anisopappus chinensis subsp. lobatus        | Asteraceae          |                              |
| Anisopappus chinensis subsp. paucidentatus  | Asteraceae          |                              |
| Athrixia fontinalis                         | Asteraceae          |                              |
| Geigeria schinzii subsp. sebungweensis      | Asteraceae          |                              |
| Helichrysum acervatum                       | Asteraceae          |                              |
| Helichrysum chasei                          | Asteraceae          |                              |
| Helichrysum graniticola                     | Asteraceae          |                              |
| Helichrysum inyangense                      | Asteraceae          |                              |
| Helichrysum maestum                         | Asteraceae          |                              |
| Helichrysum serpentinicola                  | Asteraceae          |                              |
| Nicolasia pedunculata subsp. thermalis      | Asteraceae          |                              |
| Nidorella resedifolia subsp. serpentinicola | Asteraceae          |                              |
| Vernonia accommodata                        | Asteraceae          |                              |
| Vernonia bainesii subsp. wildii             | Asteraceae          |                              |
| Vernonia eylesii                            | Asteraceae          |                              |
| Vernonia graniticola                        | Asteraceae          |                              |
| Vernonia nepetifolia                        | Asteraceae          |                              |
| Vernonia rhodesiana                         | Asteraceae          |                              |
| Maerua salicifolia                          | Capparaceae         |                              |
| Maytenus heterophylla subsp. puberula       | Celastraceae        |                              |
| Convolvulus ocellatus var. plicinervius     | Convolvulaceae      |                              |
| Ipomoea verrucisepala                       | Convolvulaceae      |                              |
| Crassula cooperi var. subnodulosa           | Crassulaceae        |                              |
| Crassula fragilis var. suborbicularis       | Crassulaceae        |                              |
| Kalanchoe lobata                            | Crassulaceae        |                              |
| Kalanchoe velutina subsp. chimanimanensis   | Crassulaceae        |                              |
| Kalanchoe wildii                            | Crassulaceae        |                              |
| Clutia monticola var. stelleroides          | Euphorbiaceae       |                              |
| Clutia punctata                             | Euphorbiaceae       | Préoccupation mineure (2017) |
| Euphorbia acervata                          | Euphorbiaceae       |                              |
| Euphorbia confinalis subsp. rhodesiaca      | Euphorbiaceae       |                              |
| Euphorbia delicatissima                     | Euphorbiaceae       |                              |
| Euphorbia dissitispina                      | Euphorbiaceae       |                              |
| Euphorbia gossypina subsp. mangulensis      | Euphorbiaceae       |                              |
| Euphorbia karibensis                        | Euphorbiaceae       |                              |
| Euphorbia memoralis                         | Euphorbiaceae       |                              |
| Euphorbia rugosiflora                       | Euphorbiaceae       | En danger (2017)             |
| Euphorbia tortistyla                        | Euphorbiaceae       |                              |
| Euphorbia trichadenia var. gibbsiae         | Euphorbiaceae       |                              |
| Euphorbia wildii                            | Euphorbiaceae       |                              |
| Jatropha loristipula                        | Euphorbiaceae       |                              |
| Jatropha monroi                             | Euphorbiaceae       |                              |
| Mallotus oppositifolius var. oppositifolius | Euphorbiaceae       |                              |
| Monadenium kimberleyana                     | Euphorbiaceae       |                              |
| Necepsia castaneifolia                      | Euphorbiaceae       |                              |
| Phyllanthus serpentinicola                  | Euphorbiaceae       |                              |
| Tragia mazoensis                            | Euphorbiaceae       |                              |
| Acacia chariessa                            | Fabaceae            |                              |
| Aeschynomene gazensis                       | Fabaceae            | En danger (2017)             |
| Indigofera longepedicellata                 | Fabaceae            |                              |
| Indigofera parviflora var. crispidtda       | Fabaceae            |                              |
| Indigofera sebungweensis                    | Fabaceae            |                              |
| Indigofera serpentinicola                   | Fabaceae            |                              |
| Lotononis serpentinicola                    | Fabaceae            |                              |
| Pearsonia metallifera                       | Fabaceae            |                              |
| Rhynchosia totta var. elongatifolia         | Fabaceae            |                              |
| Sophora velutina subsp. zimbabweensis       | Fabaceae            |                              |
| Tephrosia elongata var. lasiocaulos         | Fabaceae            |                              |
| Tephrosia festina                           | Fabaceae            |                              |
| Tephrosia lurida var. drummondi             | Fabaceae            |                              |
| Tephrosia rupicola                          | Fabaceae            |                              |
| Streptocarpus cyanandrus                    | Gesneriaceae        |                              |
| Hemizygia oritrepes                         | Lamiaceae           |                              |
| Leucas aggerestris                          | Lamiaceae           |                              |
| Leucas hephaestis                           | Lamiaceae           |                              |
| Plectranthus caudatus                       | Lamiaceae           |                              |
| Cyphia alba                                 | Lobeliaceae         | Préoccupation mineure (2017) |
| Lobelia lobata                              | Lobeliaceae         |                              |
| Rotala wildii                               | Lythraceae          |                              |
| Triaspis dumeticola                         | Malpighiaceae       |                              |
| Hibiscus gwandensis                         | Malvaceae           |                              |
| Pavonia rogersii                            | Malvaceae           |                              |
| Turraea fischeri subsp. eylesii             | Meliaceae           |                              |
| Bersama swynnertonii                        | Melianthaceae       | En danger (1988)             |
| Delosperma steytlerae                       | Mesembryanthemaceae |                              |
| Adenia karibaensis                          | Passifloraceae      |                              |
| Basananthe parvifolia                       | Passifloraceae      |                              |
| Polygala westii                             | Polygalaceae        |                              |
| Portulaca rhodesiana                        | Portulacaceae       |                              |
| Protea asymmetrica                          | Proteaceae          |                              |
| Protea inyanganiensis                       | Proteaceae          |                              |
| Coffea ligustroides                         | Rubiaceae           | Vulnérable (2017)            |
| Pavetta comostyla var. comostyla            | Rubiaceae           |                              |
| Pavetta mulleri                             | Rubiaceae           |                              |
| Sericanthe odoratissima                     | Rubiaceae           |                              |
| Vitellariopsis ferruginea                   | Sapotaceae          | Vulnérable (1998)            |
| Buchnera androsacea                         | Scrophulariaceae    |                              |
| Buchnera granítica                          | Scrophulariaceae    |                              |
| Buchnera pusilliflora                       | Scrophulariaceae    |                              |
| Hebenstretia oatesii subsp. nyangana        | Scrophulariaceae    |                              |
| Jamesbrittenia fodina                       | Scrophulariaceae    |                              |
| Jamesbrittenia myriantha                    | Scrophulariaceae    |                              |
| Jamesbrittenia zambeziaca                   | Scrophulariaceae    |                              |
| Manulea rhodesiana                          | Scrophulariaceae    |                              |
| Selago goetzei subsp. ambigua               | Scrophulariaceae    |                              |
| Selago thyrsoidea var. austrorhodesica      | Scrophulariaceae    |                              |
| Selago serpentina                           | Scrophulariaceae    |                              |
| Stemodiopsis eylesii                        | Scrophulariaceae    |                              |
| Torenia monroi                              | Scrophulariaceae    |                              |
| Struthiola montana                          | Thymelaeaceae       | Données insuffisantes (2017) |
| Cyphostemma graniticum                      | Vitaceae            |                              |

## Source
- Anthony Mapaura, « Endemic plant species of Zimbabwe », Kirkia, vol. 18, no 1,‎ 2002, p. 117-149 (lire en ligne)